# Yeah! 超級假期
《Yeah! 超級假期》（日语：Yeah! めっちゃホリディ）是松浦亞弥的第6張單曲。

## 内容
1. （作詞、作曲:淳君　編曲:高橋諭一）
2. （作詞、作曲:淳君　編曲:松本零士）
3. （Instrumental）

## 外部連結
- UP-FRONT WORKSディスコグラフィ